# Тимошенко, Степан Прокофьевич
Степа́н Проко́фьевич Тимоше́нко (10 [22] декабря 1878, Шпотовка, Конотопский уезд, Черниговская губерния, Российская империя — 29 мая 1972, Вупперталь, Северный Рейн-Вестфалия, ФРГ) — российский, украинский и американский учёный-механик. Внёс значительный вклад в развитие теории упругости. Иностранный член АН СССР. Профессор Мичиганского и Стэнфордского университетов. Один из основателей Национальной академии наук Украины.

## Биография
Родился 10 (22) декабря 1878 года в селе Шпотовка Черниговской губернии в семье землемера (позже его отец стал владельцем небольшого имения). Получил среднее образование в Роменском реальном училище. Среди его одноклассников был будущий вице-президент АН СССР А. Ф. Иоффе.
С 1896 по 1901 год учился в Петербургском институте путей сообщения, окончив который остался в нём в качестве ассистента механической лаборатории. В 1901 году совершил первую заграничную командировку — в Париж, по возвращении из которой был призван на военную службу и один год отслужил в сапёрном батальоне.
В 1902 году заключил брак с Александрой Архангельской. У них родилось трое детей: Марина, Анна и Григорий. В 1903 году Тимошенко перешёл работать в механическую лабораторию Петербургского политехнического института. После революционных событий 1905 года Тимошенко совершает вторую свою командировку, но уже в Германию. Работал в Гёттингенском университете у немецкого механика Л. Прандтля.
В 1906 году по совету В. Л. Кирпичёва принял участие в конкурсе на звание профессора кафедры сопротивления материалов в Киевском политехническом институте и избирается на эту должность. В 1908 году защитил диссертацию на соискание учёной степени адъюнкта. В 1909 году избран деканом инженерного отделения. В 1911 году был уволен из-за студенческих волнений.
В 1912 году командирован в Великобританию. В период с 1912 по 1917 год работал в Петрограде. Преподавал в Электротехническом и Полиграфическом институтах, был консультантом при постройке судов русского военного флота.
С 1913 по 1914 год — заведующий кафедрой теоретической механики в Петербургском институте путей сообщения. Под научным руководством Тимошенко занимался изысканиями Николай Флорин, будущий бельгийский конструктор вертолётов.
В 1917 году командирован в Киев, где принимает участие в организации Украинской академии наук под руководством Владимира Ивановича Вернадского и становится одним из первых её академиков. Организатор и первый директор Института технической механики. Был восстановлен в звании профессора Киевского политехнического института.
Осенью 1919 года в Киев вошли войска Деникина. УАН приостановила работу, и Тимошенко принял решение уехать за границу. В марте 1920 года он вместе с семьёй добрался до Белграда. В апреле 1920 года он стал профессором на кафедре сопротивления материалов в Высшей технической школе в Загребе.

### США
В 1922 году Тимошенко переехал в США, получив приглашение от своего бывшего студента Зелова. Он устраивается на работу в компанию, которая занималась устранением вибрации в машинах и механизмах, и президентом которой был русский инженер Акимов. Из-за финансовых трудностей фирмы это сотрудничество продолжалось недолго, и Тимошенко пришлось уволиться. В 1923—1927 годах работал в исследовательском отделе компании «Вестингауз», где в то время уже работали русские инженеры В. К. Зворыкин и И. Э. Муромцев. Работал на должности инженера.
С 1927 года — профессор на кафедре прикладной механики Мичиганского университета в городе Энн-Арборе. В 1928 году избран членом-корреспондентом АН СССР. В 1929 году организовал летнюю школу при Мичиганском университете по механике для дипломированных специалистов. В университете проработал шесть лет до 1934 года, после увольнения совершил туристическую поездку по странам Ближнего Востока, Африки и Европы. Посетил, в частности, Грецию, Италию, Францию, Польшу, Югославию, Германию и завершил путешествие в Швейцарии.
В 1935 году Тимошенко предпочёл Стэнфордский университет Калифорнийскому. С 1936 года — профессор Стэнфордского университета. Здесь он проработал 36 лет. Помимо педагогической деятельности, занимался написанием книг, подготавливал новые и дополнял уже изданные.
В 1955 году после долгого перерыва научным сотрудникам АН СССР была разрешена переписка с иностранными коллегами. По инициативе Г. К. Михайлова связь была установлена и С. П. Тимошенко.
В 1958 году Тимошенко побывал в СССР, где посетил Институт механики в Киеве, Харьковский политехнический институт, Московское техническое училище имени Баумана, Московский государственный университет, Политехнический институт в Ленинграде. По итогам своего визита Тимошенко написал небольшую книгу, в которой высоко оценил уровень высшего инженерного образования в СССР.
С 31 августа по 7 сентября 1960 года участвовал в X Международном конгрессе по прикладной механике в итальянском городке Стреза. В конгрессе принимали участие такие учёные, как Н. И. Мусхелишвили, Л. И. Седов, С. А. Христианович, И. Н. Векуа, Н. Х. Арутюнян. В 1964 году переехал в ФРГ. В 1967 году состоялась вторая и последняя поездка Тимошенко в СССР.
Скончался 29 мая 1972 года в немецком городе Вупперталь. Похоронен на кладбище Альта-Меса в городе Пало-Алто в штате Калифорния.

## Научная деятельность
Большое влияние на научную деятельность Тимошенко оказали книги Рэлея, в частности, «Теория звука». Он стал заниматься расчётом частот собственных колебаний сложных конструкций. После катастрофы Квебекского моста в Канаде, он стал работать над теорией устойчивости сложных балок.
Автор многих научных трудов в области механики сплошных сред и сопротивления материалов. Разработал теорию устойчивости упругих систем, развил вариационные принципы теории упругости и применил их в решении различных инженерных задач (в том числе, для определения частот колебаний упругих систем); за работу «Об устойчивости упругих систем» (1910) был удостоен премии имени Д. И. Журавского. Произвёл расчёт отдельных конструкций (висячих мостов, рельсов, валов, осей, зубчатых колёс и другого). С. П. Тимошенко разработал теорию изгиба стержней и пластин с учётом сдвиговых деформаций (в современной строительной механике широко употребляются понятия «плита Тимошенко», «балка Тимошенко»), выполнил цикл работ по кручению, удару и колебаниям стержней, решил задачу о концентрации напряжений вблизи отверстий (задача Тимошенко).
Оказал влияние на инженерное образование, создал классические учебные пособия «Курс сопротивления материалов» (1911) и «Курс теории упругости» (т. 1—2, 1914—1916).
Член семнадцати академий и научных обществ мира. Иностранный член АН СССР (с 1958 года). Написанные Тимошенко учебники переведены на многие языки.

## Награды, признания
- Премия имени Д. И. Журавского — вручена Института путей сообщения «за выдающиеся работы по строительной механике» (1911)[11][21].
- Премия имени Салова (1915) от Министерства путей сообщения за работу «К вопросу о прочности рельс»[21].
- Медаль им. Ворчестера Рида Вагнера (1935) за достижения в области механики от Американского общества инженеров-механиков[21].
- Медаль Тимошенко — вручена в 1957 году, в знак признания достижений в области прикладной механики[6].
- Медаль имени Джеймса Уатта (Великобритания, 1947)[9] от Института инженеров-механиков[21].
- Медаль имени Леви (США)[9].
- Медаль имени Джеймса Альфреда Эвинга Общества английских гражданских инженеров (Великобритания, 1963)[9][21].

## Память

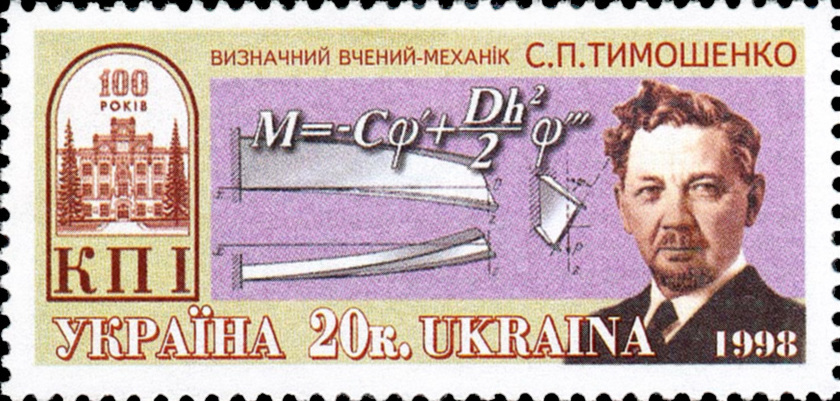
На почтовой марке Украины, посвящённая С. П. Тимошенко, 1998, номиналом 20 копеек

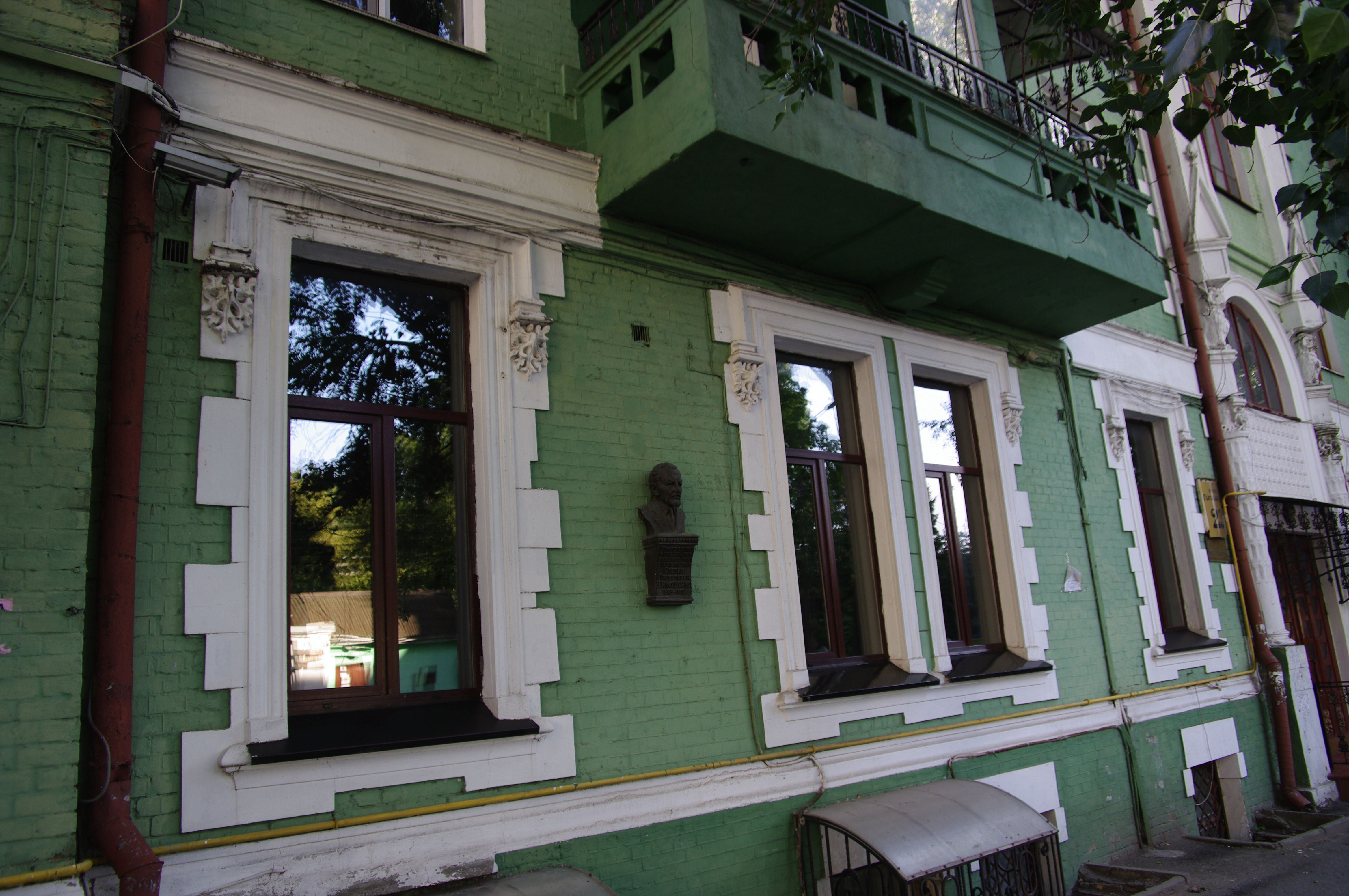
Мемориальная доска Тимошенко. Киев, Гоголевская улица, 23

- В Стенфордском университете, есть мемориальная комната Степана Прокофьевича Тимошенко. Там выставлены его награды, дипломы и свидетельства[19].
- В 1957 году Американское общество инженеров-механиков (American Society of Mechanical Engineers (ASME)) установило почётную награду — Медаль Тимошенко. Учреждение Медали Тимошенко — знак признания его заслуг как учёного и как учителя, его мирового авторитета в своей области. Медаль вручается ежегодно за выдающиеся достижения в области прикладной механики. Первая медаль была присуждена в 1957 году самому Степану Прокофьевичу Тимошенко. Медаль Тимошенко 2005 года вручена Григорию Исааковичу Баренблатту, российскому математику, работающему в Университете Калифорнии в Беркли (США)[6][22].
- В 1995 году была установлена бронзовая памятная доска на доме по улице Гоголевской в Киеве, где проживал Степан Прокофьевич с 1917 по 1920 год. Скульптор — М. Савельев[18].
- В 1998 году была выпущена почтовая марка Украины, посвящённая С. П. Тимошенко[23].
- В 1998 году на территории НТУУ «Киевский политехнический институт» в Киеве был открыт памятник С. П. Тимошенко[24].
- Именем Степана Прокофьевича Тимошенко назван Институт механики Украинской академии наук[24].